# Derniers jours d'Adolf Hitler
Vous lisez un « article de qualité » labellisé en 2010.
Les derniers jours d'Adolf Hitler se déroulèrent à Berlin, au Führerbunker, où le dictateur avait pris ses quartiers le 16 janvier 1945. Totalement coupé de la réalité, oscillant entre l'espoir chimérique d'une victoire sur l'Armée rouge et des pulsions autodestructrices, il assista, impuissant, à la prise de la capitale par les forces soviétiques et à la trahison de certains de ses proches, avant de décider de mettre fin à ses jours. La cause généralement acceptée de la mort d'Adolf Hitler, le 30 avril 1945, est le suicide par balle, son épouse Eva Braun s'étant empoisonnée à l'acide cyanhydrique. Les circonstances exactes du suicide du Führer, l'identification et le sort réservé à sa dépouille restent cependant controversés.

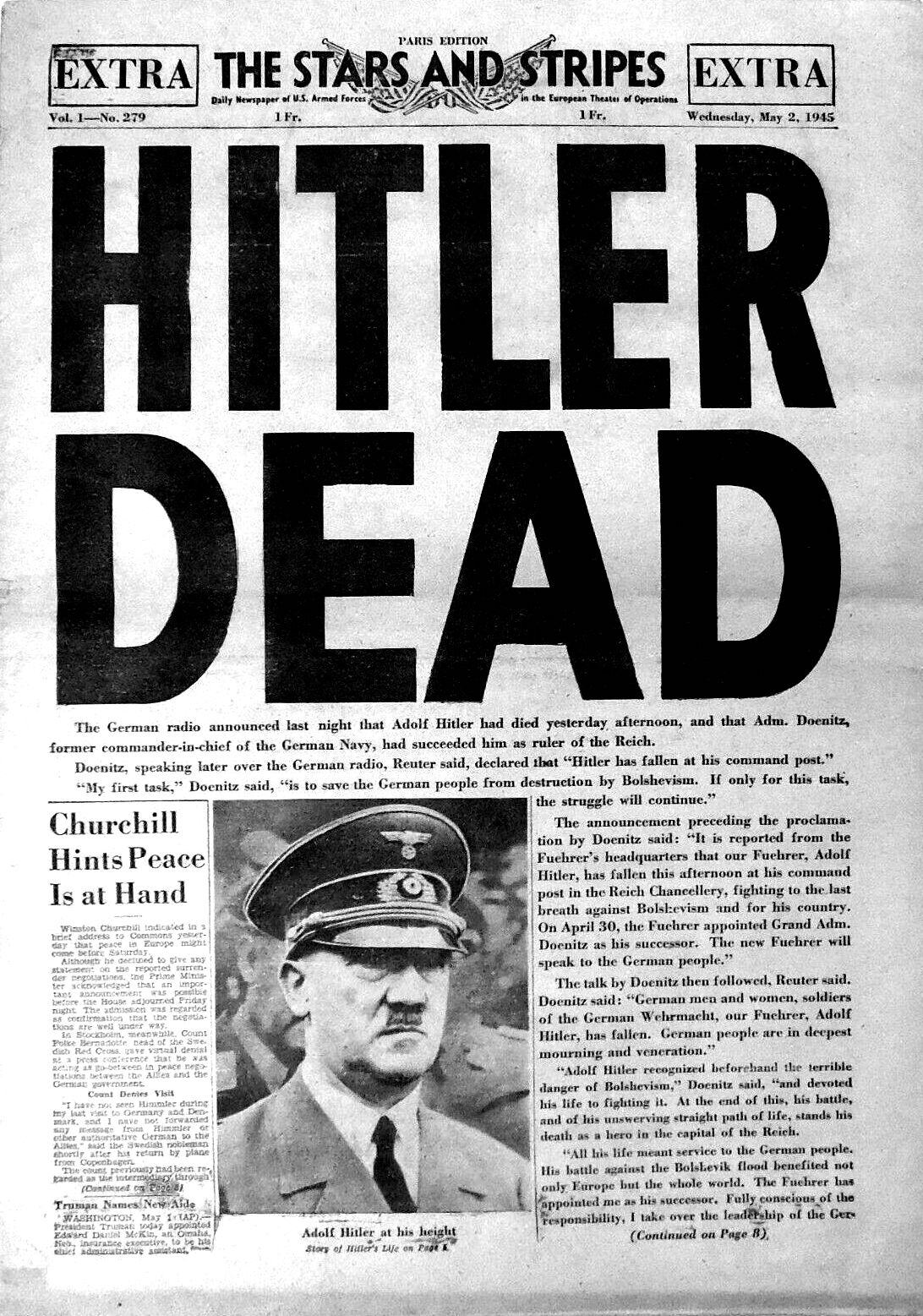
Couverture du journal The Stars and Stripes, du 2 mai 1945 annonçant le décès d'Adolf Hitler.

## Derniers jours: du 16 au 28 avril 1945

### Espoir et illusions
« L'Allemagne est et demeure le pays de la loyauté. […] Jamais l'Histoire ne pourra dire qu'en ce moment crucial un peuple abandonna son chef, ni qu'un chef abandonna son peuple. C'est cela la victoire ! »

— Joseph Goebbels, allocution radiodiffusée du 19 avril 1945 à l'occasion de l'anniversaire de Hitler

Un plan du Führerbunker ; la pièce no 30 est le salon de Hitler, où il s'est suicidé.

Adolf Hitler quitte le 16 janvier 1945 un de ses quartiers généraux, l'Adlerhorst (le « nid de l'aigle »), à Ziegenberg près de Francfort-sur-le-Main, dans l'ouest de l'Allemagne d'où il a supervisé les deux offensives allemandes sur le front de l'Ouest, qui échouèrent, l'offensive des Ardennes et l'opération Nordwind en Alsace et Lorraine. Il s'installe le soir même au Führerbunker de Berlin. À cette époque, il est physiquement diminué, de plus en plus négligé dans sa tenue vestimentaire, souffrant d'un affaiblissement de la mémoire, d'une totale incapacité à se concentrer et de fréquentes absences. C'est là qu'il apprend le déclenchement de la phase finale de l'offensive soviétique sur Berlin, le 16 avril 1945,. Le lendemain, lors de la conférence de situation quotidienne, il affirme que « les Russes vont connaître devant Berlin la plus sanglante défaite de tous les temps », suscitant le scepticisme de son entourage.
Le 19 avril 1945 au soir, Hitler semble hésiter entre deux options : rester à Berlin ou se rendre dans l'Obersalzberg pour prendre personnellement le commandement de la zone Sud. D'après Joachim Fest, c'est Joseph Goebbels, ministre de la propagande, qui le convainc de rester dans la capitale, seul endroit où « il pourrait remporter une ultime victoire en donnant par sa mort un exemple moral au monde entier ».

#### Jour d'anniversaire
Le 20 avril 1945, sur le coup de minuit, et malgré les instructions données par Hitler, qui ne souhaite recevoir personne, les membres de son entourage présents dans le bunker viennent le féliciter pour son cinquante-sixième anniversaire, ne suscitant aucune réaction du Führer, qui, « s'efforçant plus que jamais de dissimuler le tremblement dont son bras gauche était agité », leur tend « une main molle » et les écoute « d'un air hébété » ; ces vœux sont suivis, en début de matinée, par ceux des chefs militaires venus pour la première réunion de la journée. Hitler va se coucher vers neuf heures et demande qu'on le réveille à quatorze heures,.
En début d'après-midi, Hitler remonte dans les jardins de la Chancellerie, dévastés par les bombardements, afin de passer en revue diverses unités participant à la défense de Berlin, dont des membres des Jeunesses hitlériennes, certains étant décorés de la Croix de fer à cette occasion. « Ce fut sa dernière apparition en public, et la dernière fois qu'il fut photographié officiellement ».
La conférence de situation de l'après-midi regroupe notamment le Reichsmarschall Hermann Göring, chef de la Luftwaffe, Joachim von Ribbentrop, ministre des Affaires étrangères, l'amiral Karl Dönitz, chef de la Kriegsmarine, Ernst Kaltenbrunner, chef du RSHA, Albert Speer, ministre des Armements et de la Production de guerre, Wilhelm Keitel, chef de l'OKW (le haut commandement militaire allemand), Alfred Jodl, chef des opérations de l'OKW et Hans Krebs, chef d'état-major général de l'armée de terre ; Hitler leur annonce « qu'il resterait à Berlin jusqu'à la dernière minute, et, à ce moment seulement, s'envolerait vers le sud ». Il fait des adieux pleins d'affection à Dönitz, chargé d'organiser la résistance dans le Nord de l'Allemagne, mais traite Göring, « qui prétendait aller organiser la résistance en Bavière », de manière particulièrement distante, voire glaciale ; il lui accorde toutefois la permission de gagner l'Obersalzberg. Sous des prétextes divers, Himmler, Ribbentrop, Kaltenbrunner et de nombreux autres quittent les lieux, suscitant d'après son aide de camp, Julius Schaub, la déception du Führer, envers « ceux qui, maintenant que son pouvoir était pour ainsi dire fini, ne pensaient qu'à sauver ce qu'ils pouvaient d'eux-mêmes et de leurs biens. » De plus en plus éloigné de la réalité de la situation militaire et de l'état des forces en présence, Hitler ordonne au chef d'état-major général Krebs de faire lancer une contre-offensive à l'ouest de Berlin, action qui doit être menée par les 3e et 4e armées blindées, dépourvues de tout moyen offensif sérieux.
En début de soirée, il va se coucher plus tôt que d'habitude, alors que sa maîtresse, Eva Braun, organise, dans les salons de la Chancellerie, une soirée dansante avec buffet, champagne et musique, le gramophone jouant le seul disque disponible, Les Roses rouges te rendent heureux.

#### Offensives chimériques
Le 21 avril 1945, vers 9 h 30, le centre de Berlin est l'objet d'intenses tirs de l'artillerie lourde soviétique, ce qui ébranle Hitler qui s'étonne que les Russes soient déjà si près ; il reste incrédule lorsque le général Karl Koller, chef d'état-major de la Luftwaffe, lui apprend lors d'un entretien téléphonique que la batterie soviétique n'est qu'à douze kilomètres du centre-ville. Dans la nuit, c'est au SS-Obergruppenführer Felix Steiner, lui aussi dépourvu de toute capacité offensive, que le Führer enjoint de faire mouvement pour libérer Berlin de l'étau de l'Armée rouge, en précisant à Steiner qu'il répond de l'exécution de cet ordre sur sa tête.
Le 22 avril 1945, il apprend le refus de Steiner d'exécuter ses ordres et entre dans une crise de colère larmoyante, au cours de laquelle il déclare que la guerre est perdue et blâme les généraux,. « Ce fut une explosion de rage sans précédent, comme aucun de ses proches n'en avait jamais vue. Hitler jaillit de son fauteuil, jeta rageusement sur la table ses crayons de couleur dont il ne se séparait jamais pendant les conférences, et se mit à hurler ». Selon Keitel et Jodl, avec lesquels le Führer s'est isolé, Hitler leur déclare : « J'abandonne, et c'est définitif. […] S'il faut vraiment négocier avec l'ennemi, ce qui est le cas à présent, alors Goering est le plus qualifié. Je livrerai le combat pour Berlin, et je le gagnerai, ou alors je serai tué dans Berlin » et annonce clairement sa volonté de se suicider.

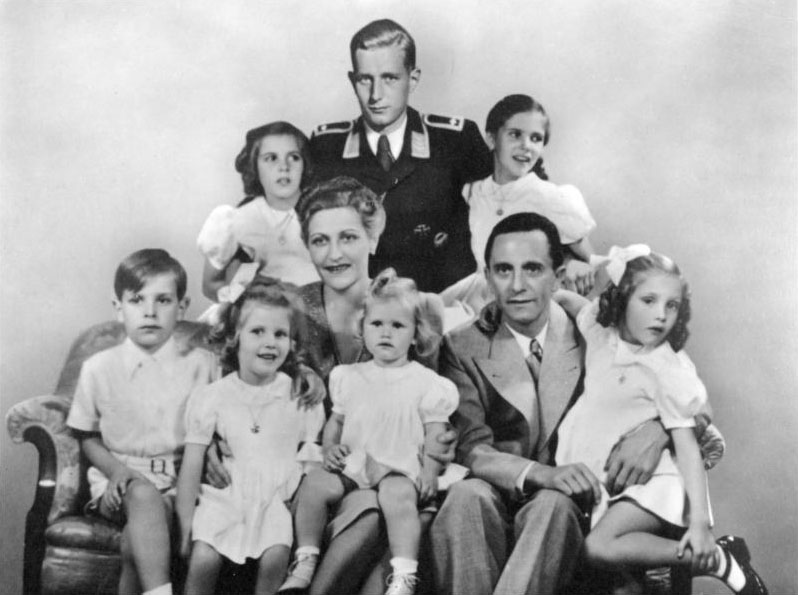
La famille Goebbels, le 1 janvier 1944.

Appelé pour calmer le Führer et le convaincre de se réfugier à Berchtesgaden dans les Alpes bavaroises, Joseph Goebbels annonce simplement que Hitler lui a demandé de venir s'installer à la Chancellerie avec sa famille. Revigoré par sa rencontre avec son ministre de la Propagande, ou, selon l'aide de camp de Hans Krebs, von Loringhoven, par les propos de Martin Bormann, chef de la chancellerie du Parti nazi, qui prend la défense des militaires et affirme que tout espoir n'est pas perdu, Hitler ordonne une nouvelle contre-offensive. Elle doit être lancée par les 12e et 9e armées, sous le commandement direct de Keitel ; après s'être restauré, celui-ci quitte le bunker pour rejoindre le quartier-général de Walther Wenck, commandant de la 12e armée, pendant que Jodl part vers le nouveau siège de l'OKW, au nord de Potsdam.
Alors que la discipline a cessé d'exister et que l'alcool coule à flots, « ce qui ne contribue pas à améliorer le climat », Magda Goebbels rejoint le bunker avec ses six enfants ; cette arrivée offre un contraste frappant avec la dissipation ambiante, tout en étant le reflet du même désespoir ; averti de la décision des époux Goebbels de tuer leurs enfants avant de se suicider, Hitler offre à Magda son insigne d'or du Parti nazi. Dans le courant de l'après-midi, Hitler se retire dans son salon avec Eva Braun et y convoque ses deux secrétaires Gerda Christian et Traudl Junge, sa diététicienne Constanze Manziarly et la secrétaire de Martin Bormann, Else Krüger ; il leur demande de quitter Berlin pour le Berghof en Bavière, ce qu'elles refusent, et leur offre des capsules de cyanure. Lorsque Eva Braun lui déclare qu'elle restera à ses côtés, il l'attire à lui et l'embrasse sur la bouche, à la stupéfaction générale. Le soir de ce 22 avril, Hitler détruit ses archives personnelles du bunker et charge son aide de camp Julius Schaub de détruire toutes ses affaires personnelles dans son appartement de Munich et sa résidence du Berghof.

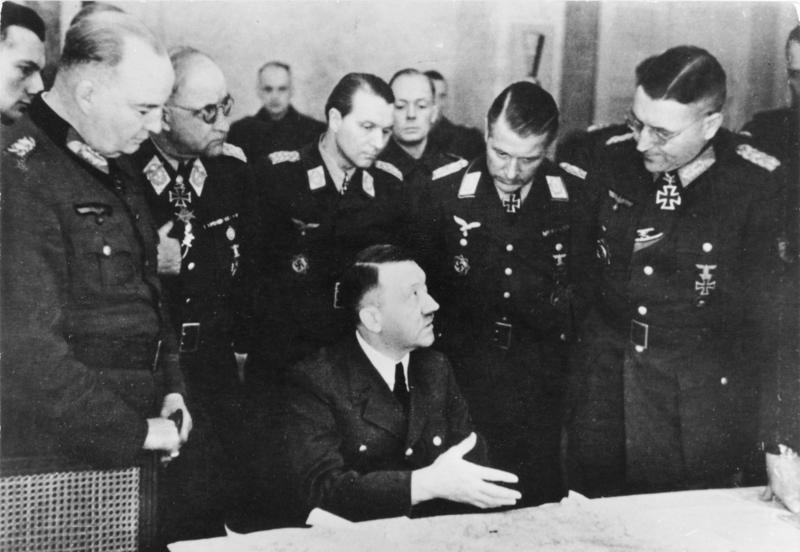
Hitler au quartier général du groupe d'armées Vistule en mars 1945.

Le déroulement de la journée du 23 avril 1945 témoigne de la perte grandissante du sens des réalités du Führer, qui « déplaçait des armées et des divisions qui n'existaient plus et donnait des ordres inapplicables. » Lorsqu'il apprend, dans la matinée, que le général Helmuth Weidling a ordonné aux unités du LVIe Panzerkorps de la 9e armée de faire retraite, il lui fait annoncer qu'il est condamné à mort ; mais, lorsque celui-ci se présente devant lui, il le nomme commandant de la zone de défense de Berlin,. Dans l'après-midi, vers quinze heures, il reçoit Keitel qui lui fait rapport de la situation de la 12e armée, ce qui lui « redonne une brusque dose d'optimisme, un optimisme délirant, car il voyait à nouveau l'Armée rouge battue à plate couture ».
En fin de journée, Albert Speer rejoint le bunker, où il observe un certain relâchement de la discipline : « Certains fumaient dans les antichambres, des bouteilles vides traînaient un peu partout. Quand Hitler entrait dans une pièce ou passait dans un couloir, rares étaient ceux qui se levaient, et la plupart poursuivaient leur conversation comme si de rien n'était ». Ce relâchement est confirmé par Traudl Junge : « On fumait partout et beaucoup, peu importait que le Führer soit présent ou non ». Lors de son entretien avec Hitler et contrairement aux souhaits de Bormann, il approuve sa décision de rester à Berlin, plutôt que de se réfugier à Berchtesgaden « où les légendes seraient difficiles à créer ». Hitler lui fait part de son projet de suicide et de la volonté d'Eva Braun de mourir avec lui. Peu après Speer, Hitler reçoit Joachim von Ribbentrop, qu'il congédie avec froideur.

#### Santé physique
Hitler se révèle très affaibli durant les derniers jours passés au bunker. Il souffre depuis plusieurs années déjà de la maladie de Parkinson, de troubles gastriques et d'insomnies chroniques. Vient s'ajouter à cela une paranoïa grandissante. Un officier d'état-major présent au bunker durant le mois d'avril 1945 donne une description précise de l'apparence du Führer :

« Il savait qu'il avait perdu la partie et qu'il n'était plus en son pouvoir de le cacher. Son apparence physique était terrifiante. Le torse projeté en avant, traînant ses jambes derrière lui, il allait péniblement, lourdement, de son logement à la salle de conférence du bunker. Il avait perdu le sens de l'équilibre ; si jamais il était arrêté en faisant ce court trajet (vingt à trente mètres), il était obligé de s'asseoir sur l'un des bancs disposés le long du mur, ou de se retenir à son interlocuteur… Ses yeux étaient injectés de sang ; bien que tous les documents qui lui était destinés fussent tapés sur la « machine à écrire spéciale du Führer », dont les caractères étaient trois fois plus gros que la normale, il ne pouvait les déchiffrer qu'à l'aide de lunettes à fort pouvoir grossissant. Souvent, un filet de salive coulait aux commissures de sa bouche… […]. Il était en proie à une solitude croissante. À diverses reprises, l'un ou l'autre des occupants du bunker le vit gravir péniblement l'étroit escalier montant aux jardins ; trop essoufflé pour continuer, il s'arrêtait à mi-chemin, faisait demi-tour et se dirigeait vers la salle d'eau où se trouvait également le réduit destiné aux chiens. »

Faisant de plus en plus souvent preuve d'apathie et d'indifférence, Hitler manifeste également une appétence inhabituelle pour les sucreries et gâteaux en tout genre qu'il se met à consommer en grande quantité. Preuve d'un laisser-aller, ses vêtements sont de plus en plus fréquemment recouverts de taches de nourriture. Ses propos deviennent confus et témoignent d'une forte perte de lucidité face aux évènements.

### Trahisons

#### Göring
« Rien ne me sera épargné, aucune déception, aucune félonie, aucune infamie, aucune trahison… »

— Déclaration d’Adolf Hitler au général von Greim.

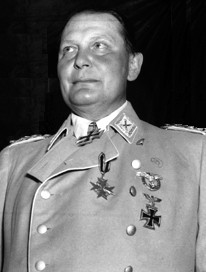
Hermann Göring, le 9 mai 1945.

Malgré les circonstances, la lutte pour le pouvoir se poursuit entre les plus hauts dignitaires du régime. Dans la soirée du 23 avril 1945, Göring, qui craint d'être supplanté par Bormann, Himmler ou Goebbels, adresse à Hitler un télégramme : « mon Führer, acceptez-vous qu'à la suite de votre décision de rester à Berlin et de défendre Berlin, j'assume désormais la direction du Reich conformément au décret du 29 juin 1941 » ; malgré l'avis négatif de Hans Lammers, chef de la chancellerie du Reich, qui lui déconseille de fixer un ultimatum, il clot son message en précisant qu'en l'absence d'une réponse à 22 h 30, il considérera sa demande comme acceptée.
Dans un premier temps, ce télégramme ne suscite pas de réaction. Un peu plus tard dans la soirée, Bormann transmet au Führer une copie du télégramme de Göring à von Ribbentrop avisant ce dernier de l’entrée en vigueur du décret, en affirmant qu'il s'agit d'un complot ; « Bormann, toujours aussi intrigant, y vit l'occasion de massacrer son rival ». Il est soutenu par Goebbels indigné « face à la tentative de Göring de s'emparer des vestiges d'un pouvoir qui, de son point de vue, lui revenait de droit ». La tempête se déchaîne : Göring est accusé de haute trahison et sommé de renoncer à toutes ses fonctions, la peine de mort lui étant épargnée en raison des services rendus au Parti. Afin de sauvegarder les apparences, Göring se retire officiellement pour raisons de santé. Dans un brusque changement d'humeur dont il est coutumier, Hitler retombe dans l'apathie et déclare à son entourage qu'en ce qui le concerne, « Göring peut tranquillement conduire les négociations de capitulation. Si la guerre est perdue, peu importe qui s'en chargera ».
Dans la nuit du 24 au 25 avril 1945, peu après trois heures du matin, Hitler reçoit les derniers adieux d'Albert Speer et « prend congé de son visiteur de la dernière heure avec une indifférence presque blessante ».
Lors de la conférence de situation du 25 avril 1945, Hitler « déploie la gamme entière des émotions, allant de la folie des grandeurs au délire obsessionnel, de la révolte à la résignation », et affirme que des divergences entre les Alliés vont apparaître lors de la Conférence de San Francisco, ce qui constituerait un tournant s'il défait l'Armée rouge à Berlin : « Alors les autres finiront peut-être par être convaincus qu'une seule entité possède la capacité de contenir le colosse bolchevique : moi, et le parti, et l'État allemand actuel ».
Le soir du 26 avril 1945, Hitler refuse la proposition du général Weidling d'évacuer Berlin en tentant une percée, avec toutes les forces disponibles, pour rejoindre le groupe d'armées Vistule. Un peu plus tard, Hitler reçoit le général von Greim, qu'il a fait venir de Munich, malgré les risques, pour le rencontrer personnellement, lui confier le commandement de la Luftwaffe et l'élever au grade de Generalfeldmarschall,. Celui-ci est accompagné de sa maîtresse, l'aviatrice Hanna Reitsch, qui réussit un véritable exploit en posant leur avion Fieseler Storch près de la porte de Brandebourg,.

#### Himmler

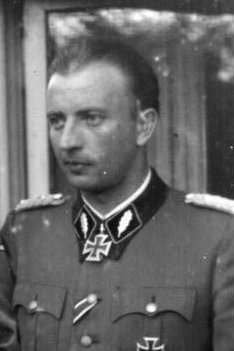
Hermann Fegelein en 1942.

Le 27 avril 1945, vers midi, von Loringhoven fait savoir au Führer que la 12e armée a atteint la localité de Ferch, à vingt kilomètres au sud-ouest de Berlin ; cette nouvelle suscite une nouvelle bouffée d'optimisme (« Je vous l'ai toujours dit. On va y arriver ! »), rapidement douchée par le général Krebs (« Mein Führer, Ferch n'est pas encore Berlin »). Lors de la conférence de l'après-midi, Hitler s'aperçoit de l'absence d'Hermann Fegelein, agent de liaison de Heinrich Himmler et beau-frère d'Eva Braun ; il le fait rechercher et Fegelein, qui avait quitté le bunker sans autorisation, est arrêté par des membres de la Gestapo dans son appartement de Charlottenbourg, où il est retrouvé ivre, en compagnie d'une femme, avec à ses côtés des valises contenant de l'argent et des faux papiers. Il est emprisonné dans les caves de la chancellerie après avoir, en vain, sollicité l'intervention de sa belle-sœur, Eva Braun,.
Au milieu de l'après-midi du 28 avril 1945, Hitler est averti des tentatives de Himmler d'entamer des négociations avec les Britanniques et les Américains, par l'intermédiaire du comte suédois Folke Bernadotte, tentatives qui ont connu un nouvel essor lorsque le Reichsführer a été averti, le 23 avril 1945, de la volonté du Führer de se suicider. Dans un premier temps, Hitler a du mal à croire en la trahison du treue Heinrich (le fidèle Heinrich), mais dans la soirée, une dépêche de l'agence de presse Reuters confirme les tractations menées par Himmler ; la dépêche précise que Himmler a « fait savoir aux Alliés occidentaux qu'il pouvait mettre en œuvre une reddition sans condition et la faire respecter ». Ivre de colère face à « la trahison la plus infâme de toute l'histoire de l'humanité », Hitler, selon Hanna Reitsch, « se démenait comme un fou, son visage empourpré était presque méconnaissable » ; quelques instants plus tard, « il était devenu blanc comme un linge et offrait le spectacle d'une vie déjà éteinte ».
À l'issue d'un « interrogatoire serré » mené par Heinrich Müller, chef de la Gestapo, Fegelein avoue avoir eu connaissance des tentatives de Himmler et, peu après, est fusillé par un peloton d'exécution dans les jardins de la chancellerie, après avoir comparu « devant une cour martiale improvisée à la hâte » dont les délibérations sont réduites à leur plus simple expression,. Hitler se rend ensuite dans la chambre de von Greim, nouveau commandant en chef de la Luftwaffe, et lui ordonne de rejoindre Dönitz dans le Nord du Reich et de veiller à ce que Himmler ne reste pas impuni.
À cette date, « il avait perdu toute aptitude à dominer la situation et gaspillait son temps en querelles, reproches et réminiscences inutiles ».

## Dernières heures: du 29 au 30 avril 1945
« [La guerre] a été voulue et déclenchée exclusivement par des hommes d'État d'ascendance juive ou qui travaillaient pour les intérêts juifs. […] Les siècles passeront, mais des ruines de nos villes et de nos monuments culturels renaîtra sans cesse la haine contre ces responsables en dernière instance que nous devons remercier de tout : la juiverie internationale et ses acolytes »

— Extrait du testament politique d’Adolf Hitler.

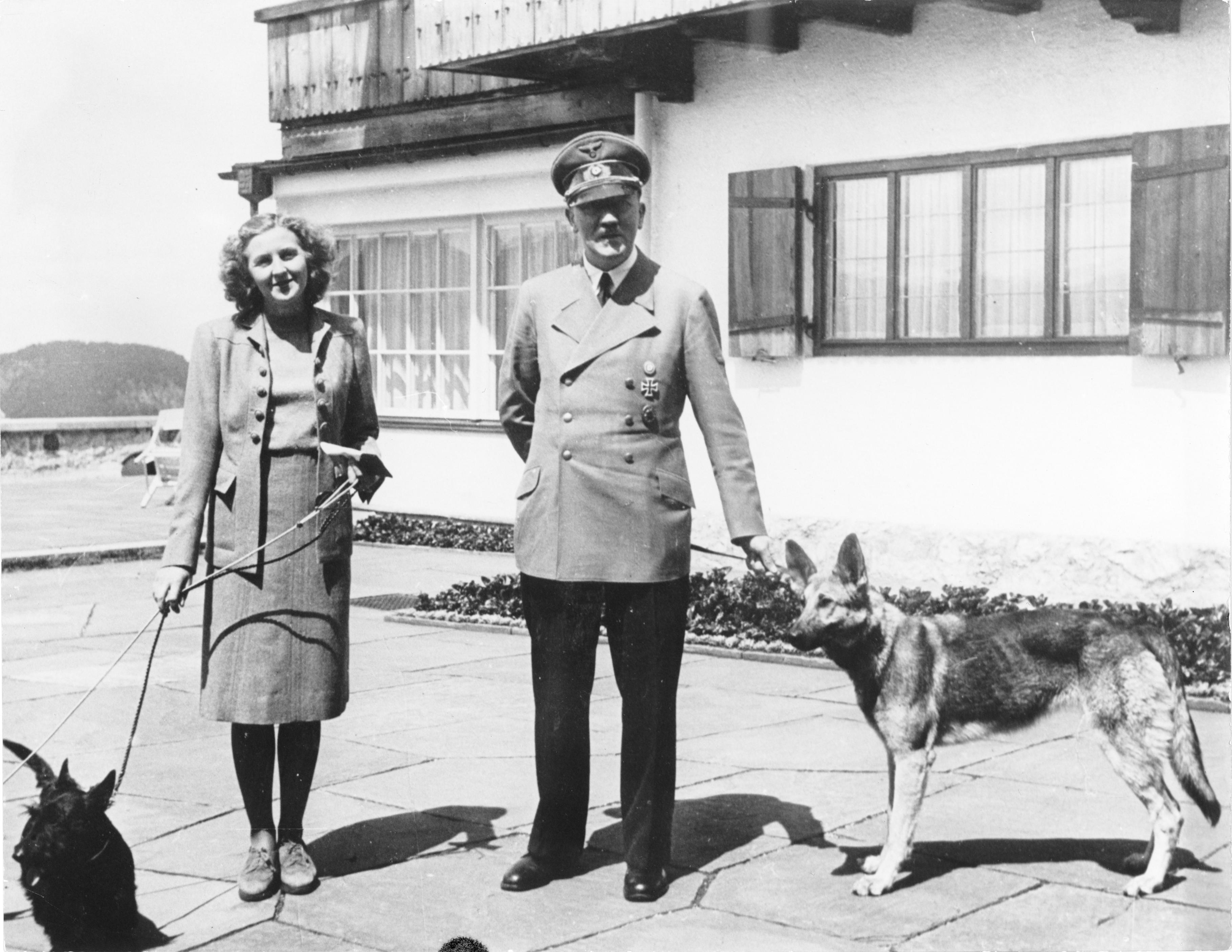
Adolf Hitler tenant sa chienne Blondi en laisse et Eva Braun au Berghof en 1942.

Le 29 avril 1945, « on n'était pas encore au bout des surprises et des rebondissements ». Peu après minuit, Adolf Hitler épouse Eva Braun. Le mariage civil est organisé par un fonctionnaire subalterne du ministère de la propagande et conseiller municipal de Berlin, revêtu de l'uniforme du parti nazi et portant le brassard du Volkssturm ; cette brève cérémonie a pour témoins Joseph Goebbels et Martin Bormann : les deux futurs conjoints ont demandé « un mariage de guerre » avec une procédure simplifiée, au cours de laquelle ils déclarent tous deux être de pure ascendance aryenne et exempts de maladies héréditaires. « Lorsque ce fut au tour de la mariée de signer son nom, elle commença d'écrire Eva Braun, mais on l'arrêta avant qu'elle eût terminé. Biffant l'initiale B, elle corrigea sa signature en Eva Hitler, née Braun ». Le couple prend ensuite un petit-déjeuner au champagne, puis est rejoint par Goebbels et son épouse et par les secrétaires, Gerda Christian et Traudl Junge. Hitler s'isole peu après avec cette dernière et lui dicte ses testaments politique et personnel,. Plus tard dans la nuit, vers deux heures du matin, il convoque les médecins Ernst-Günther Schenck et Werner Haase ainsi que deux infirmières, pour les remercier des soins prodigués aux blessés dans le poste de secours de la chancellerie. Vers quatre heures du matin, alors que Junge a terminé de dactylographier les documents, elle découvre dans la partie supérieure du bunker une scène qui témoigne qu'« une fièvre érotique [et éthylique] semblait avoir pris possession de tous »,.
Vers 10 h 30, Hitler apprend la mort de Benito Mussolini et de sa maîtresse, Clara Petacci, exécutés par des partisans italiens, et dont les dépouilles ont été exposées, pendues par les pieds, et profanées à Milan,. Cette nouvelle le conforte dans sa volonté de se suicider avec Eva Braun et dans celle que leurs corps soient incinérés, afin de prévenir toute exhibition. De plus en plus méfiant, Hitler fait tester l'efficacité des capsules de cyanure sur sa chienne Blondi par le docteur Ludwig Stumpfegger ou par le docteur Werner Haase.
Dans l'après-midi, Hitler, « très calme et détendu », autorise Bernd Freytag von Loringhoven, qui en a fait la demande, à quitter le bunker avec deux autres officiers d'état-major. Comme « toujours maniaque du détail », il leur conseille, pour leur trajet sur la Havel, d'utiliser un bateau à moteur électrique, afin de ne faire aucun bruit. Peu après, il donne la même permission à Nicolaus von Below.
Le 30 avril 1945, contrairement à ses habitudes, Hitler se lève tôt, vers six heures du matin, et convoque une réunion qui se termine peu après sept heures. Au cours de celle-ci, il reçoit de multiples informations qui laissent présager de la défaite inéluctable et imminente du Reich : Wilhelm Keitel confirme qu'aucune force ne peut venir au secours de Berlin ; Wilhelm Mohnke estime que les forces défendant la chancellerie ne peuvent plus résister qu'au maximum pendant deux jours et Helmuth Weidling déclare que, faute de munitions, les combats doivent cesser la nuit suivante et sollicite, à nouveau et en vain, l'autorisation de tenter une percée,. Pendant que Hitler confère avec Weidling, Eva Braun invite Traudl Junge dans sa chambre et lui offre une cape de renard argenté qu'elle avait reçue du Führer.
En fin de matinée, Hitler donne à son aide de camp, Otto Günsche, des instructions précises pour l'incinération de son corps et de celui d'Eva Braun : il lui ordonne de procéder à cette opération avec les bidons d'essence rassemblés la veille et sur son ordre par son chauffeur, Erich Kempka. Hitler déjeune ensuite, sans Eva Braun mais avec ses deux secrétaires, Gerda Christian et Traudl Junge, et sa diététicienne Constanze Manziarly. Après le repas, Hitler rejoint Eva Braun dans sa chambre, puis le couple vient faire ses adieux aux proches rassemblés par Günsche, parmi lesquels les deux secrétaires de Hitler, les généraux Krebs et Burgdorf, Bormann et Goebbels, sans son épouse, « sous le choc ». « Il sort très lentement de sa chambre, plus courbé que jamais […] et tend la main à chacun. Je sens sa main droite chaude dans la mienne, il me regarde mais il ne voit pas. Il semble être très loin ».

## Suicide
« Moi et ma femme choisissons la mort pour échapper à la honte de la déposition ou de la capitulation. Notre désir est d'être brûlés immédiatement sur les lieux où j'ai fourni la plus grande partie de mon travail quotidien pendant les douze années passées au service de mon peuple »

— Extrait du testament privé d'Adolf Hitler.

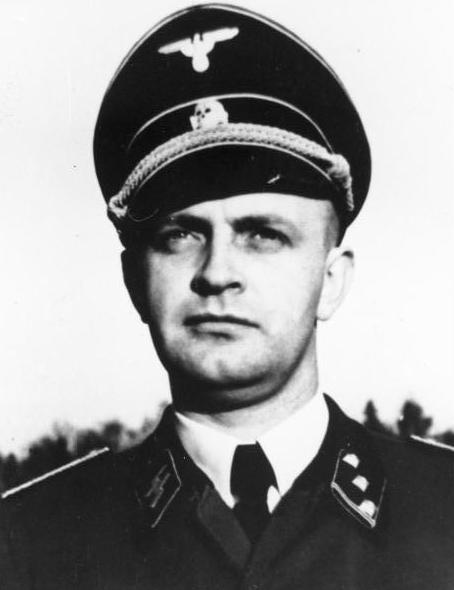
Heinz Linge en 1935.

Le 30 avril 1945, vers 14 h 30, Adolf et Eva Hitler se retirent dans leurs quartiers et le niveau inférieur du Führerbunker est évacué ; « alors que le silence s'imposait, les bruits d'une véritable beuverie venaient de la cantine de la chancellerie ». Faute de pouvoir y mettre fin, Otto Günsche et deux autres officiers SS font barrage dans le corridor séparant les parties inférieure et supérieure du bunker ; seule Magda Goebbels tente de passer et y parvient, mais elle est immédiatement éconduite par le Führer,.
Vers 15 h 15, Heinz Linge, le valet de chambre du Führer, accompagné par Günsche, Goebbels, Bormann et Axmann, chef des Jeunesses hitlériennes, pénètre dans le salon de Hitler et y découvre les deux cadavres. En l'absence de tout témoin oculaire, les circonstances exactes du suicide du Führer et de son épouse ne peuvent être établies avec certitude. Selon les témoignages et les analyses historiques recoupés par l'historien allemand Joachim Fest, Hitler est assis sur le canapé, tassé sur lui-même, la tête légèrement penchée en avant et les yeux ouverts ; sur sa tempe droite, il y a un trou gros comme une pièce de cinq pfennigs qui laisse échapper un filet de sang ; une flaque de sang s'est formée autour des deux pistolets Walther personnels d'Hitler à terre (le Walther PPK 7,65 mm qui l’a tué et le Walther 6,35 mm), gisant devant lui, et le mur derrière lui est taché de sang. Eva Braun gît à ses côtés sur le canapé, les jambes repliées sous elle, les lèvres serrées et bleuâtres, exhalant une odeur d'amande amère. Comme le souligne le même auteur, les témoignages sont toutefois contradictoires, certains affirmant qu'Hitler s'est empoisonné, d'autres qu'il a combiné le poison et un tir dans la bouche ou la tempe, voire que le coup de feu aurait été tiré par un tiers,. L'analyse de Fest rejoint celles d'autres historiens comme Shirer, Kershaw et Evans, qui attribuent le décès de Hitler à un suicide par balle, sans utilisation de poison. Toutefois, une étude récente semble confirmer l'utilisation du cyanure conjointement à l'usage d'une arme à feu.
Les corps sont transportés dans les jardins de la chancellerie près de l'entrée du bunker, arrosés de deux cents litres d'essence siphonnés par Günsche et Linge dans les réservoirs des véhicules parqués dans le garage du bünker, et incinérés. Alors que les corps brûlent, Goebbels, Bormann, Krebs et Burgdorf leur rendent un dernier hommage. Les corps brûlent pendant quatre heures, moyennant deux cents litres d'essence supplémentaires.

## Conséquences

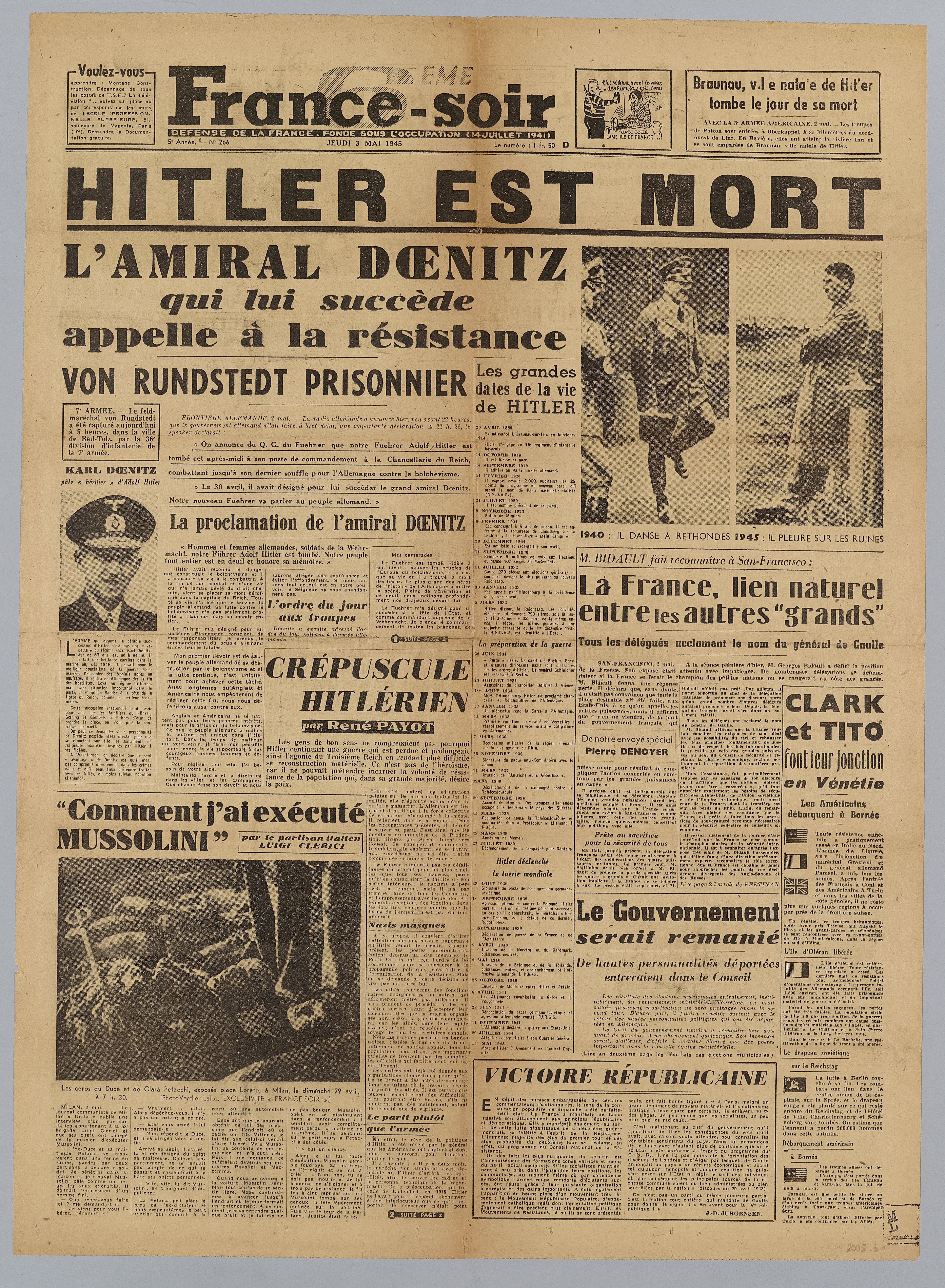
France-Soir, 3 mai 1945 : Hitler est mort.

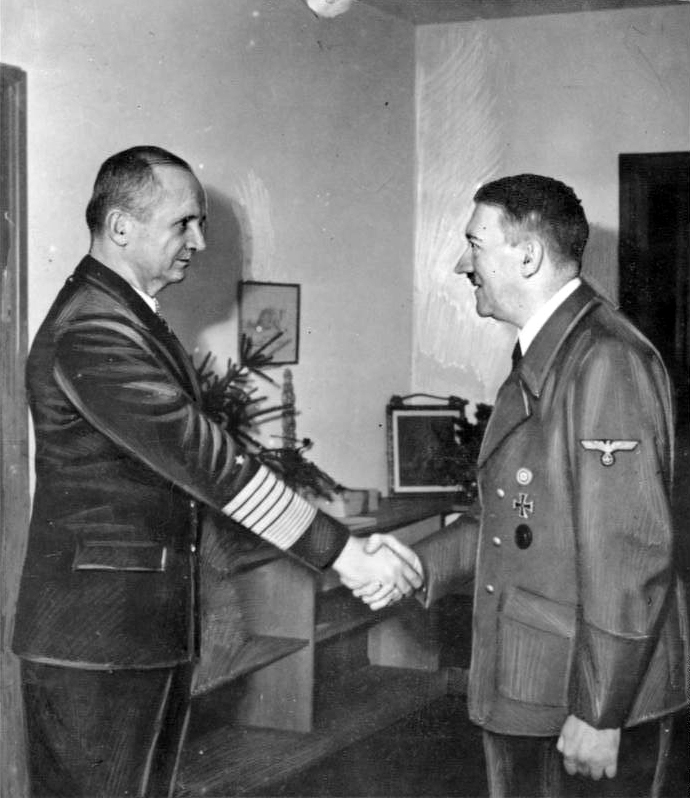
Adolf Hitler et Karl Dönitz au Führerbunker.

Conformément au testament politique du Führer, qui relève de « la simagrée de nommer un gouvernement appelé à lui succéder à la tête de ce qu'il restait du Reich », Martin Bormann adresse un message à l'amiral Karl Dönitz pour lui annoncer qu'il succède à Hitler en tant que président du Reich et chef des forces armées, sans préciser que Hitler s'est suicidé, ce dont Dönitz n'est informé que le 1er mai 1945 dans l'après-midi. Bormann et Goebbels se sont employés à ce que Hitler, dans son testament politique, nomme de nouveaux ministres et divers responsables ; le premier devient ministre du Parti, le second Chancelier du Reich. Joachim von Ribbentrop est limogé et remplacé aux Affaires étrangères par Arthur Seyss-Inquart, SS-Gruppenführer ; le général Ferdinand Schörner devient chef de l'armée de terre, le Gauleiter de Basse Silésie, Karl Hanke, succède à Heinrich Himmler en tant que Reichsführer-SS. Goebbels et Bormann se considèrent dès lors comme des membres d'un nouveau gouvernement et envisagent de demander aux autorités militaires russes un laissez-passer pour rejoindre Dönitz afin que celui-ci ratifie la reddition des forces allemandes : « un tel calcul peut nous paraître ridicule, mais rien ne semblait ridicule dans le paradis des fous nazis ». Quant à Dönitz, il ne tient pas compte de la liste qui lui a été transmise pour constituer le gouvernement provisoire du Reich, « la volonté du Führer lui-même ne pouvait l'amener à employer de telles notabilités nazies ».
Le 1er mai 1945, peu avant quatre heures du matin, au cours des négociations pour la reddition des forces défendant Berlin, le général Krebs informe le général russe Vassili Tchouïkov, commandant des forces de l'Armée rouge engagées dans la bataille de Berlin, du suicide du Führer. La population allemande est avertie de la mort de Hitler par un communiqué diffusé à 22 h 26, qui date la mort du jour même, et non de la veille, et affirme qu'il est mort au combat.
Dans l'après-midi, Joseph et Magda Goebbels font assassiner leurs six enfants par le docteur Ludwig Stumpfegger, puis se suicident et se font incinérer dans les jardins de la chancellerie,. Au cours de la nuit, les généraux Krebs et Burgdorf, après avoir bu une quantité considérable de cognac, se suicident également, en se tirant une balle dans la tête. Les autres occupants du bunker prennent la fuite par groupes plus ou moins importants et organisés et connaissent des sorts divers,.

## Sort des dépouilles: hypothèses et controverses

### Le suicide
Tous les témoins s'accordent sur le fait que les dépouilles d'Adolf et Eva Hitler sont emmenées dans les jardins de la chancellerie, aspergées d'essence et incinérées,,. D'après Joachim Fest, au cours de l'après-midi, les cadavres n'étant pas entièrement calcinés, ils sont à nouveau aspergés d'essence. Les deux corps, méconnaissables, ratatinés et calcinés, dans un état abominable, sont joints, le 30 avril 1945 vers 20 heures, à d'autres restes humains dans un cratère d'obus près du foyer,.

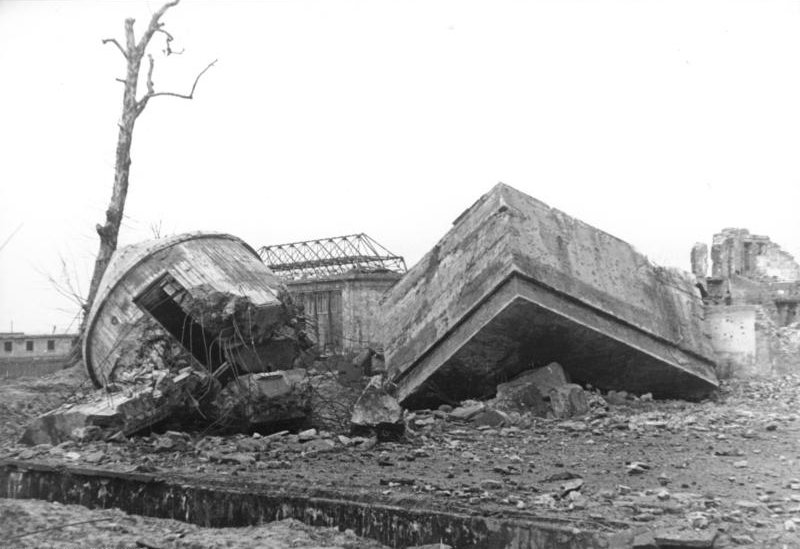
Ruines du Führerbunker en 1947.

Le 2 mai 1945, un détachement du SMERSH de la 3e Armée de choc arrive à la chancellerie pour s'assurer de la mort de Hitler et tenter de retrouver ses restes en court-circuitant toute la hiérarchie,. Le détachement découvre, à même le sol, deux cadavres « si calcinés qu'ils s'étaient rétrécis et ressemblaient à des marionnettes » ; les corps sont rapidement identifiés comme étant ceux des époux Goebbels.
Le même jour, la Pravda affirme, vraisemblablement avec l'accord de Joseph Staline, voire à l'initiative de celui-ci, que l'annonce de la mort de Hitler n'est qu'une astuce fasciste. Mis sous forte pression par Staline, qui veut obtenir la certitude du sort de Hitler, les hommes du SMERSH entreprennent une fouille systématique du Führerbunker et interrogent tous les derniers occupants du bunker qu'ils ont faits prisonniers, en refusant de croire à leurs témoignages concordants sur le suicide de Hitler.
Le 5 mai 1945, lors d'une nouvelle fouille des jardins de la chancellerie, un soldat russe remarque un morceau de couverture grise dépassant de la terre qui comble un trou d'obus. Dans ce cratère sont découverts deux corps calcinés et les cadavres d'un berger allemand et d'un chiot. Le lendemain, les deux corps sont transportés, toujours à l'insu des autorités militaires, à la base du SMERSH établie à Buch. Le corps de Hitler est identifié grâce à ses mâchoires : Käthe Heusermann, l'assistante de Hugo Blaschke, son dentiste, confirme, en en faisant le dessin de mémoire, qu'il s'agit bien des mâchoires du Führer dont elle reconnaît les prothèses, notamment une couronne et un bridge en or caractéristique. Le 7, le SMERSH envoie son rapport à Moscou. Le 8 mai, cinq légistes de l'Armée rouge examinent clandestinement les restes puis le SMERSH inhume les corps d'Hitler, d'Eva Braun et de la famille Goebbels à Finow, près de Berlin. Ils sont réinhumés le 3 juin 1945 à Rathenow et à nouveau le 23 février 1946 dans un site militaire d'une ville d'Allemagne orientale, Magdebourg. En avril 1970, le KGB reçoit pour mission de faire disparaître les restes d'Hitler.

### Rumeurs sur la fuite d'Hitler
Cela n'empêche pas Staline de déclarer, fin mai à une délégation américaine, dirigée par William Averell Harriman, que Hitler n'est pas mort mais qu'il se cache dans un lieu inconnu avec Bormann et le général Krebs ; par la suite il déclare que le Führer s'est enfui au Japon en sous-marin, en Argentine ou en Espagne. La rumeur de survie d'Hitler se développe vraiment lorsque le maréchal Joukov s'adresse à la presse le 9 juin, déclarant : « Nous n'avons pas identifié le corps du Führer. Je ne peux rien dire de définitif sur son sort. Il peut s'être envolé pour Berlin au dernier moment ». Joukov et les hauts gradés de l’armée russe sont tenus dans l’ignorance de l'autopsie qui a permis d'identifier le corps d'Hitler. Staline laisse en effet volontairement planer le doute de la fuite d'Hitler sur une île dans la Baltique, dans un monastère espagnol ou en Amérique du Sud. Dans le cadre de la guerre froide et de sa propagande contre le bloc de l'Ouest, le maître du Kremlin utilise cette rumeur pour faire passer l'Union soviétique comme l'unique puissance antifasciste au monde, et faire croire que les Américains ou ses affidés cachent Hitler. « La presse occidentale ne tarda pas à s'emparer de ce sujet sensationnel et donc lucratif » et, « jusqu'à la fin des années 1990, elle continua à publier des documents et reportages plus étranges et fantaisistes » les uns que les autres. Deux écrivains l'ont traité comme sujet de fiction : Pierre Boulle en 1970 dans son recueil de nouvelles, Quia Absurdum ("Son dernier combat"), George Steiner en 1979 dans un conte philosophique, Le Transport de A. H. ; œuvre pourtant très hostile à Staline.

### Les restes d'Hitler

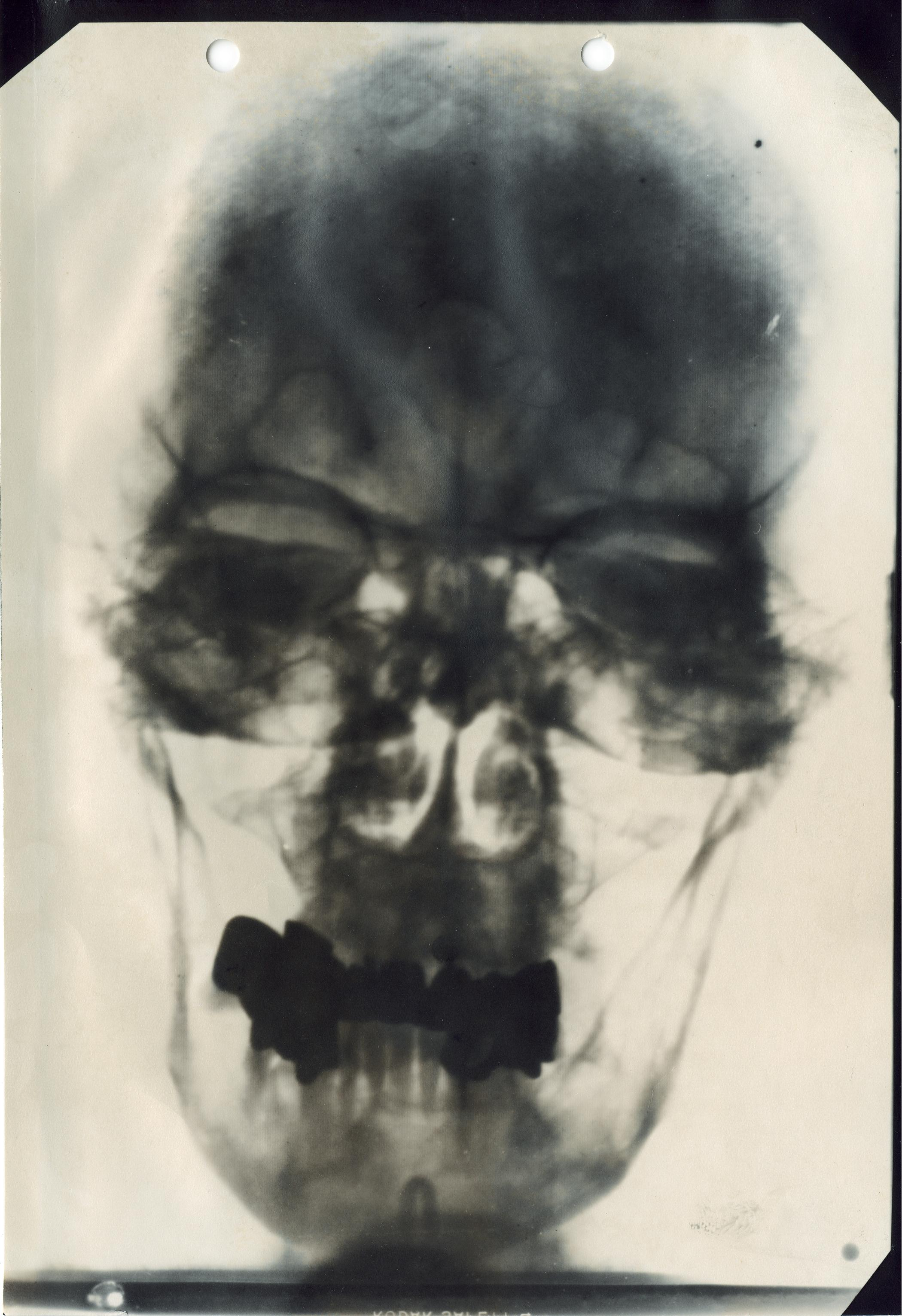
Radiographie frontale du crâne d'Adolf Hitler, septembre/octobre 1944.

En avril 1970, sur décision du directeur du KGB Iouri Andropov, et sans en informer le gouvernement de l'Allemagne de l'Est, les Soviétiques se débarrassent des restes. Ceux-ci sont incinérés et leurs cendres jetées dans l'Elbe à Magdebourg, à l'exception du crâne et des mâchoires qui sont conservés par le KGB, décision motivée par la « crainte que le lieu de sépulture d'Hitler devienne un lieu de culte pour les nostalgiques du fascisme ».
En 1972, le docteur Reidar Soggnaes, médecin légiste de l'Université de Californie à Los-Angeles, découvre une identité totale entre les clichés soviétiques de la denture du cadavre et ceux des radios de crâne de Hitler datant de 1943. Cette preuve est démontrée et exposée par le Dr Soggnaes lors du 6e Congrès international médico-légal d'Edimbourg.
En 2000, le crâne et une photographie des mâchoires de Hitler sont présentés au public lors d'une exposition organisée à Moscou par les archives de l'État russe.
En mars 2017, le médecin légiste Philippe Charlier a accès aux restes attribués à Hitler, un fragment de calotte crânienne et les mâchoires conservés respectivement aux archives d'État de la fédération de Russie et au siège des services secrets (FSB, ex-KGB). Comme le montre le documentaire d'Infrarouge « Le mystère de la mort d'Hitler » de Jean-Christophe Brisard en mars 2018, les archivistes russes ne lui laissent pas le temps d'authentifier le crâne. Par contre, Charlier peut analyser les mâchoires et les considère authentiques car elles montrent une bonne correspondance anatomique avec les radios (réalisées un an avant la mort d’Hitler), les descriptifs des autopsies et les descriptifs des témoins (principalement ceux qui ont fait et réalisé les prothèses dentaires). L'analyse du tartre dentaire ne révèle pas de traces de gaz de combustion, de poudre ou de l'incandescence que laisse habituellement une arme à feu, ce qui suggère qu'Hitler ne s'est pas tiré une balle dans la bouche. En janvier 2025, le périodique Le Monde, modélise pour la première fois en 3D, les restes d'Adolf Hitler.